# Jan Kozina (partyzánská jednotka)

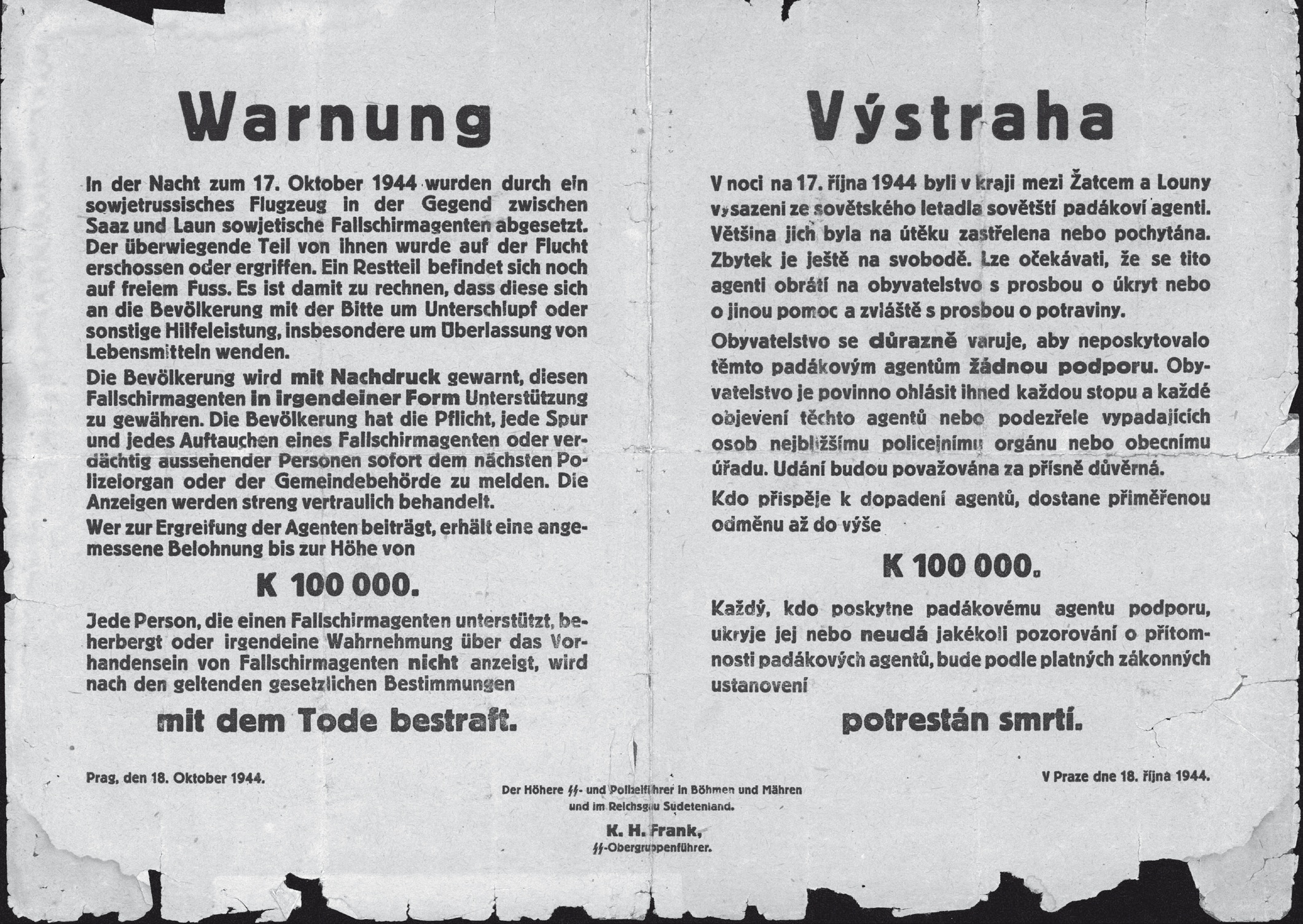
Výstraha vydaná protektorátními úřady po seskoku skupiny Vasila Kiše v říjnu roku 1944

Operace Jan Kozina byla paradesantní výsadek vyslaný do Protektorátu Čechy a Morava ze Sovětského svazu. Výsadek byl sedmnáctičlenný a organizovaný byl Ukrajinským štábem partyzánského hnutí (UŠPH) při vojenské radě 1. ukrajinského frontu.

## Složení a úkoly
Velitelem výsadku byl poručík Vasil Kiš, náčelníkem štábu mjr. Grigorij Melnik, jeho zástupce por. Arkadyj Ivanovyč Jastremskyj, politickým komisařem Ján Kopčák, velitel bojové skupiny Pavel Morjakov, náčelník pro diverzi A. M. Petrosjan, náčelník průzkumu Dmitrij Mališev, lékař Nikita Kuzmič Kosinkov, A. N. Pančenková a V. Šamajev jako radisté, spojka Michal Turis, pomocnice štábu Věra Stěpanovna Morhunovová a příslušníci bojové skupiny Jozef Balaščík, Juraj Hušťák, Michal Galanda, Ján Palo a Peter Tunder.
Mezi hlavní bojové úkoly skupiny patřilo formování partyzánských jednotek z místního obyvatelstva a příprava terénu pro příjem dalších výsadků lidí a materiálu. Dále to bylo provádění sabotážní činnosti a vedení boje. Neméně důležitým úkolem bylo zakládání Národních výborů v obcích, přičemž bylo nutné zajistit vedoucí postavení komunistů v těchto výborech.

## Činnost
O zformování výsadku rozhodl UŠPH 3. září 1944.

### Přípravy
Od původního záměru, vysadit skupinu na Slovensku, odkud by přešla do prostoru Beskyd bylo upuštěno z důvodu velkého množství německých jednotek na hranicích protektorátu se Slovenskem. Zrušen byl i záměr vysadit skupinu v Beskydech letem z polského území, neboť partyzánský oddíl Jana Žižky, který měl zajistit v Beskydech přijetí skupiny, stále sváděl těžké boje s jagdkommandy. Nakonec bylo rozhodnuto, že skupina bude vysazena v týlu nepřítele, v prostoru Šumavy.

### Vysazení

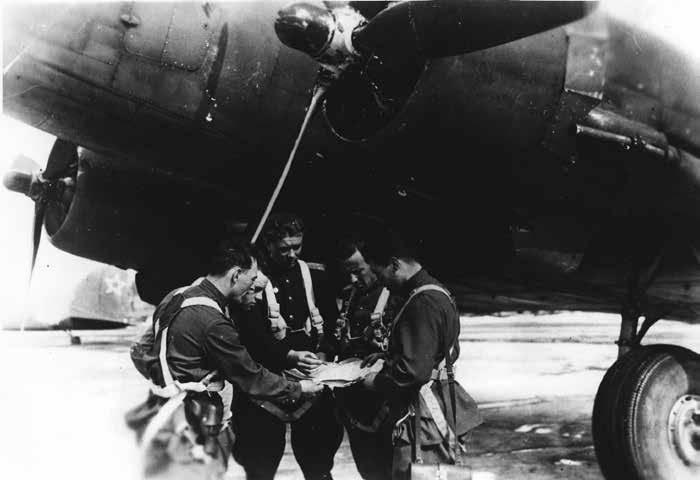
Viktor Arturovič Filonov (první zleva), kapitán letadla Douglas C-47, které parašutisty vysadilo

Skupina byla vysazena 16. října 1944 poté, co po napadení německou protileteckou obranou se letoun odchýlil od určeného kurzu na Plzeňsko. Příslušníci desantu byli vysazeni nadvakrát při obletu doskokového prostoru. První skupina (Kiš, Melnik, Petrosjan, Morjakov, Mališev a Turis) dopadla v prostoru obcí Tuchořice a Lipno. Krátce poté, co se jim podařilo se shromáždit, byli obklíčeni příslušníky německého bezpečnostního aparátu. Po přestřelce se výsadkářům podařilo prorazit z obklíčení, ale Melnik byl těžce zraněn na noze a nebyl schopen chůze.
Druhá skupina, která doskočila poblíž Loun byla napadena nacisty. Během přestřelky padli Kosinkov, Morhunovová a Jastremskyj. Pančenková, Šamajev, Galanda, Tunder, Hušťák a Balaščík byli zajati. Pouze Palo a Kopčák se prostříleli a skrývali se do jara 1945, kdy se poté spojili se sovětským zpravodajským výsadkem.

### Činnost
S těžce zraněným Melnikem se skupině podařilo 17. října uniknout pronásledování (ztratil se Turis a byl zatčen). Směrem na Filipovu Huť[ujasnit] pochodem přes křivoklátské lesy dorazili do obce Drozdov, kde se jim dostalo pomoci. Po odpočinku a ošetření zraněného skupina postupovala směrem na Moravu (Kiš měl obavu, že cílový prostor působení skupiny gestapo zná). Šli pouze v noci, vyhýbali se frekventovaným místům. V prostoru Benešovska a Neveklovska se přesunovali výcvikovým prostorem Waffen-SS.
8. listopadu dosáhli prostoru Dolních Kralovic, kde se prostřednictvím náhodného setkání dostali do kontaktu s místní odbojovou skupinou. Odbojáři jim zajistili úkryt v lese, jídlo a ošacení. Odtud výsadkáři postupovali směrem na Uhelnou Příbram. V té získali informaci o sovětském výsadku u Čáslavi. V prostoru Železných hor se díky zprostředkování odbojáři Kiš setkal s Miroslavem Pichem-Tůmou, politickým komisařem partyzánské brigády Mistra Jana Husa. Díky tomu se Melnikovi dostalo lékařské péče. Kišova skupina se ale odmítla s partyzány spojit (důvodem byla Kišova averze k ortodoxnímu komunistovi Tůmovi) a vyhledala kontakt na odbojovou skupinu z Chrudimska.

### Rozchod desantu a vytvoření partyzánské brigády Jan Kozina
Společně s chrudimskými odbojáři Kiš založil partyzánský oddíl, později pojmenovaný partyzánský pluk Ludvíka Svobody . Melnik se po uzdravení stal velitelem partyzánského oddílu nesoucího název původního výsadku Jan Kozina, který se posléze rozrostl na partyzánskou brigádu Jan Kozina. Operovala na Českomoravské vrchovině v prostoru Tišnovska, Jihlavska, Boskovicka a Hlinecka. Úzce spolupracovala s partyzánskou brigádou Mistr Jan Hus, partyzánskou brigádou Doktor Miroslav Tyrš a partyzánským oddílem zvláštního určení Zarevo. V závěru války měla téměř 500 příslušníků, z toho asi 280 Čechů. Provedla řadu i významnějších bojových a sabotážních akcí. Při destrukcích na železnici vyřadila 10 lokomotiv a 56 vagonů. Dále měla na kontě 7 vyřazených tanků, 26 vojenských automobilů a 548 nepřátelských vojáků. Nezanedbatelný úspěch bylo i vypuštění lihu ze tří lihovarů.

## Památníky
Kosinkov, Morhunovová a Jastremskyj mají u Loun dva památníky, kde se každoročně konají pietní akty. Další památník je u Lipna, kde přistála skupina Vasila Kiše.